# Rhasidat Adeleke
Rhasidat Adeleke, född 29 augusti 2002, är en irländsk friidrottare som tävlar i kortdistanslöpning.

## Karriär
Adeleke tog guld på såväl 100 meter som 200 meter vid junioreuropamästerskapen i friidrott 2021 och placerade sig på fjärde plats på 400 meter vid världsmästerskapen i friidrott 2023.